# 韓世諤
韩世谔（?—?），隋朝大臣，河南东垣（今河南省新安县）人，韩擒虎的儿子。
韩世谔嗣新义郡公。韩世谔倜傥骁勇矫捷，很有父风。杨玄感作乱，任用韩世谔为将，每战都打头阵。杨玄感失败，韩世谔被拘捕。当时隋炀帝在高阳，他被押送到行宫。途中，韩世谔每天让看守者买酒肉以酣暢饮宴，扬言说：“我死在朝夕，不醉干什么！”渐渐以酒来敬看守者，看守者和他亲近。最后于是灌醉看守。韩世谔于是得以逃走投奔山贼，不知所终。